# Ваш жупанија (бивша)
Жупанија Ваш (лат. Comitatus Castriferreus) је била жупанија, односно управна јединица Краљевине Угарске између 11. и 20. века. Управно седиште жупаније био је град Сомбатхељ (данас у саставу Мађарске). Територија некадашње жупаније данас је подељена између Мађарске, Аустрије и Словеније.